# 石黒芳雄
石黒 芳雄（いしぐろ よしお、1893年〈明治26年〉8月26日 - 1969年〈昭和44年〉8月5日）は、日本の内科医、内科学者、生理学者。医学博士。海軍軍医。最終階級は海軍軍医中将。

## 略歴
新潟県新潟市田中町（現 新潟市中央区田中町）出身。1912年（明治45年）3月新潟中学校卒業、同年（大正元年）9月新潟医学専門学校入学、1913年（大正2年）12月海軍軍医学生受命、1916年（大正5年）5月新潟医学専門学校卒業。
1916年（大正5年）7月海軍少軍医、1917年（大正6年）12月海軍中軍医、1919年（大正8年）9月海軍軍医中尉、1920年（大正9年）12月海軍軍医大尉、給油艦「知床」軍医長、1923年（大正12年）2月装甲巡洋艦「出雲」軍医長心得・分隊長心得、同年4月霞ヶ浦海軍航空隊分隊長、1925年（大正14年）12月海軍軍医少佐、1928年（昭和3年）4月新潟医科大学研究科学生（内科学・生理学）、1929年（昭和4年）11月海軍軍医中佐、1930年（昭和5年）12月横須賀海軍航空隊軍医長・分隊長、1931年（昭和6年）4月医学博士（新潟医科大学）、1933年（昭和8年）10月海軍航空廠医務部長、1934年（昭和9年）11月海軍軍医大佐、1938年（昭和13年）11月海軍軍医学校教官、1939年（昭和14年）4月海軍航空技術廠医務部長、1940年（昭和15年）11月海軍軍医少将、1943年（昭和18年）4月海軍航空技術廠航空医学部長、1944年（昭和19年）5月海軍軍医中将、同年11月佐世保鎮守府軍医長・佐世保海軍病院長、1945年（昭和20年）10月予備役。
日本海軍の航空医学研究の中心で、航空生理学や航空衛生学などの新分野を開拓したほか、内薗耕二らを育成した。
1945年（昭和20年）8月9日の長崎市への原子爆弾投下による被爆者を治療のため収容した大村海軍病院、川棚海軍共済病院、及び佐世保海軍共済病院は佐世保鎮守府軍医長・佐世保海軍病院長の石黒芳雄の指揮下にあった。
1945年（昭和20年）9月14日に文部省の学術研究会議に設置された原子爆弾災害調査研究特別委員会の医学科会（科会長：都築正男）の委員の一人として原子爆弾災害の医学的調査研究にあたった。
復員後、茨城県行方郡潮来町に石黒医院（内科）を開業、1951年（昭和26年）11月に新潟県新潟市田中町の自宅に石黒医院（内科・小児科）を開業。
1956年（昭和31年）4月から1968年（昭和43年）3月まで新潟県医師会監事を務め、1968年（昭和43年）11月に新潟県医師会功労会員表彰を受彰。
1969年（昭和44年）8月5日午前10時5分にガンセンター新潟病院で喉頭癌のため死去、新潟市中央区西堀通2番町の真浄寺に眠る。

## 著作物

### 著書
- 『航空衞生學大意』1941年。

### 主な論文
- 「予ガ人工呼吸法ヲ施サザル犬ノ星狀神經節露出法ニ就テ」『北越醫學會雜誌』第45年第5号、410-427頁、北越医学会[編]、北越医学会、1930年。
- 「促進神經緊張及ビ促進神經刺戟ノElektrokardiogrammニ及ボス影響ニ就テ」『北越醫學會雜誌』第45年第7号、553-609頁、北越医学会[編]、北越医学会、1930年。
- 「心外神經刺戟ノ房室刺戟傳達ニ及ボス影響ニ就テ」『北越醫學會雜誌』第45年第8号、643-702頁、北越医学会、北越医学会[編]、1930年。
  - 「予ガ人工呼吸法ヲ施サザル犬ノ星狀神經節露出法ニ就テ」『新潟醫科大學硏究報吿』第3巻第1号、298-315頁、新潟医科大学[編]、新潟医科大学、1930年。
  - 「促進神經緊張及ビ促進神經刺戟ノElektrokardiogrammニ及ボス影響ニ就テ」『新潟醫科大學硏究報吿』第3巻第2号、1-57頁、新潟医科大学[編]、新潟医科大学、1930年。
  - 「心外神經刺戟ノ房室刺戟傳達ニ及ボス影響ニ就テ」『新潟醫科大學硏究報吿』第3巻第2号、85-144頁、新潟医科大学[編]、新潟医科大学、1930年。
- 「房室自働ニ及ボス「アトロピン」ノ作用ニ就テノ臨牀的觀察知見補遺」『北越醫學會雜誌』第46年第3号、203-218頁、北越医学会[編]、北越医学会、1931年。
- 「眼球壓迫ニヨリテ發現セル珍シキ心搏ノー例」『北越醫學會雜誌』第46年第4号、223-236頁、北越医学会[編]、北越医学会、1931年。
- 「航空醫學に就て」『勞働科學硏究』第12巻、329-336頁、労働科学研究所[編]、労働科学研究所、1935年。
  - 「航空醫學に就て」『日本產業衞生協會報』第50号、日本産業衛生協会[編]、日本産業衛生協会、1935年。
- 「航空醫學に就て」『醫海時報』第2335号、15-16頁、医海時報社、1939年。
- 「航空醫學に就て（二）」『醫海時報』第2336号、11-12頁、医海時報社、1939年。
  - 「航空醫學に就て」『臨牀硏究』第11巻第7号、16-25頁、臨床研究社、1939年。